# Sjo
Sjo () er et tidligere bogstav i det baktriske alfabet. Af udseende lignede det islandske bogstav Thorn (Þ, þ), men lydværdien modsvarede formodentlig den ustemte "sj" / "sh"-lyd /ʃ/ ("sh" som i engelsk "ship").

## Computer
|   | decimal | hex     | HTML |
| - | ------- | ------- | ---- |
| ϸ | &#1016; | &#x3f8; |      |
| Ϸ | &#1015; | &#x3f7; |      |